# 限りなき暴走
限りなき暴走（Fastest With The Mostest）とは、アメリカ合衆国の映画会社ワーナー・ブラザースの短編アニメシリーズ「ルーニー・テューンズ」の作品である。1960年1月19日公開。監督はチャック・ジョーンズが務めた。この作品の主演は、ワイリー・コヨーテとロード・ランナー
。

## 概要
まず、コヨーテがダイナマイトに火をつけて爆発する所から物語が始まる。
焦げたコヨーテに『ミッ！ミッ！』と鳴いて走るロード・ランナー、コヨーテはロード・ランナーより早く追いつこうとする。ところが、追い越してしまい落ちてしまう。
だがコヨーテはあきらめず、崖の上を登った。だがロード・ランナーに脅かされ、コヨーテは再び落ちる。
その後コヨーテは、気球を使ってロード・ランナーに爆弾を落とす作戦を考えたが失敗した。
その後、崖の道の脇に複数の看板を立て、ロード・ランナーに鳥の餌を食べさせ、捕まえようとするが、バケツが木に引っかかり失敗する。
その後も1本の看板（回り道）を立て崖から落とす作戦に出るが失敗してしまう。

## 声優
| キャラクター       | 原語版             | 現行吹き替え版 |
| ------------------ | ------------------ | -------------- |
| ロード・ランナー   | ポール・ジュリアン | 原語流用       |
| ワイリー・コヨーテ | メル・ブランク     | 同上           |
| ナレーター         | -                  | 梅津秀行       |

## 放送
現行吹き替え版
- ルーニー・テューンズ - 弾丸ロードランナーという邦題で放送。この時は邦題は読まれず、原題の下に表示された。また、穴埋めに使われたこともある。
- バッグス・バニー・ショー - 限りなき暴走という邦題で放送。